# Nicola Renzi
Nicola Renzi (San Marino, 18 luglio 1979) è un politico e insegnante sammarinese.

## Biografia
Laureato in Lettere Classiche presso l'Università di Bologna con una tesi in Storia Romana nel 2004, nel 2013 ha conseguito il dottorato di ricerca in Studi Storici presso l’Università di San Marino con una tesi su “Seneca uomo politico” .
Nel 2009 ha iniziato il suo impegno politico e nel 2012 viene eletto per la prima volta membro del Consiglio Grande e Generale.
Dal 2013 al 2016 ricopre il ruolo di coordinatore di Alleanza Popolare.
È stato Capitano reggente dal 1º ottobre 2015 al 1º aprile 2016.
Nel 2016 è stato tra i fondatori del movimento politico Repubblica Futura, nato dall'unione di Unione per la Repubblica e Alleanza Popolare.
Alle elezioni politiche del 2016 è stato eletto per un altro mandato in Consiglio Grande e Generale e il 27 dicembre 2016 ha giurato come nuovo Segretario di Stato per gli Affari Esteri, gli Affari Politici e la Giustizia della Repubblica di San Marino.
A causa della fine anticipata della legislatura il suo mandato termina il 7 gennaio 2020.
Alle elezioni politiche del 2019 viene nuovamente eletto in Consiglio Grande e Generale.
È insegnante di latino e greco presso il Liceo Classico di San Marino. È sposato ed ha un figlio.